# Hypatopa dolo
Hypatopa dolo  (лат.) — вид мелких молевидных бабочек рода Hypatopa из семейства сумрачные моли (Blastobasidae, Gelechioidea). Эндемик Коста-Рики (Центральная Америка). Длина передних крыльев 4,6 мм. Усики, хоботок и ноги покрыты буровато-серыми чешуйками. Окраска задних крыльев палево-коричневая, а и передних крыльев коричневато-оранжевая. Обладает сходством с видами Hypatopa plebis и Hypatopa cyane, отличаясь от них деталями строения гениталий. Вид был впервые описан в 2013 году американским лепидоптерологом Дэвидом Адамски (David Adamski, Department of Entomology, Национальный музей естественной истории, Смитсоновский институт, Вашингтон). Название происходит от латинского слова dolo (пика).